# Поляков, Василий Васильевич (директор)
Васи́лий Васи́льевич Поляко́в (1911—1986) — советский хозяйственный деятель. Также известен как футболист.

## Биография
Родился в 1911 году в Юже. Член КПСС.
С 1929 года — на хозяйственной, общественной и политической работе. В 1929—1946 годах — рабочий, слесарь Московского автомобильного завода имени Лихачёва, футболист заводской команды «ЗиС» и клуба «Торпедо» (Москва), в эвакуации в Миассе, рабочий и футболист клуба «Миасс», директор Московского карбюраторного завода производственного объединения «АМО-ЗИЛ».
С начала 1930-х годов играл за московскую команду завода имени Сталина (с 1936 года — «Торпедо») в региональных соревнованиях, с 1936 года — в системе лиг чемпионата СССР. Провёл более 70 матчей за клуб, в том числе 61 матч в высшей лиге (классе «А») СССР по футболу в 1937—1940 годах. Во время Великой Отечественной войны, находясь в эвакуации, играл за команду «Торпедо» Миасс
После окончания ВОВ вернулся в Москву, где продолжал работать в автомобильной промышленности. По состоянию на 1960-е годы — директор Московского карбюраторного завода, входившего в состав ПО «АМО-ЗИЛ». За создание конструкции семейства грузовых автомобилей «ЗИЛ-130» большой производительности, долговечности и современного массового высокоавтоматизированного их производства в составе коллектива был удостоен Государственной премии СССР в области техники за 1967 год. Трижды награждён орденом Трудового Красного Знамени.
Умер в Москве в 1986 году.
Брат Сергей (1911—1966) также выступал за команду РДПК/АМО/ЗИС (1925—1935).